# سوپرنچرال (فصل ۸)
سوپرنچرال (فصل ۸) (به انگلیسی: Eighth season of فراطبیعی series)، هشتمین فصل از سریال تلویزیونی آمریکایی سوپرنچرال است. این فصل از سریال در روز سوم ماه مه ۲۰۱۲، توسط شبکه CW رسماً تمدیدشد. بدین ترتیب سوپرنچرال برای فصل ۲۰۱۲/۲۰۱۳ نیز از همین شبکه ادامه پیدا خواهد کرد. باید منتظر بود و دید که اینبار برادران وینچستر به چه ماجراجویی‌هایی دست خواهند زد و با چه چیزی مبارزه خواهند کرد.
در فصل ۷ در صحنه‌ای خون‌آشام بزرگ به دین گفت در فصل بعد میبینمت احتمالاً فصل ۸ شاهد مبارزه با خون‌آشام‌ها هستیم.
فصل هشتم، طبق روال معمول، از ماه اکتبر آغاز خواهد شد. قسمت آغازین فصل هشت، یکصد و پنجاهمین اپیزود سوپرنچرال خواهد بود. فصل هشتم دارای ۲۳ قسمت خواهد بود.

## بازیگران

### بازیگران اصلی
- جرد پادالکی در نقش سم وینچستر (۲۳ قسمت)
- جنسن اکلس در نقش دین وینچستر (۲۳ قسمت)

### بازیگران مهمان ویژه
- میشا کالینز در نقش کستیل (۹ قسمت)
- جیم بیور در نقش بابی سینگر (۱ قسمت)

## قسمت‌ها
| شماره قسمت در سریال | شماره قسمت در فصل | عنوان (نام)                      | کارگردان          | نویسنده                     | تاریخ پخش اصلی | کد تولید | میانگین بیننده در آمریکا (میلیون) |
| --- | ----------------- | -------------------------------- | ----------------- | --------------------------- | -------------- | -------- | --------------------------------- |
| ۱۵۰ | ۱                 | «ما باید دربارهٔ کوین صحبت کنیم»  | رابرت سینگر       | جرمی کارور                  | ۳ اکتبر ۲۰۱۲   | 3X7802   | ۱٫۸۵                              |
| بعد از یک سال بودن در برزخ، دین به کمک خون‌آشامی به نام بنی فرار می‌کند. به عنوان معامله، دین روح بنی را به خارج از برزخ قاچاق می‌کند و او را قبل از جداشدن احیا می‌کند. سپس به خانه امنشان در وایت فیش می‌رود و آنجا سم را ملاقات می‌کند. وقتی ازاو دربارهٔ کستیل سؤال می‌شود، دین به‌سادگی می‌گوید «او نتونست» و اشاره می‌کند که کستیل مرده. وقتی صحبت از زندگی می‌شود، سم می‌گوید تلفن‌هایش را کنار گذاشته، دیگر شکار نمی‌کند و یک زندگی نرمال با یک سگ و دوست دخترش داشته. بعد از چک کردن تلفن‌های قدیمی سم، دین می‌فهمد کوین ترن از دست کراولی فرار کرده و الان هم درحال فرار است. هر دو به دنبالش می‌روند و می‌فهمند که توسط کراولی دزدیده شده بوده تا لوح شیاطین رو ترجمه کند. نوشته لوح می‌تواند به کراولی اجازه بدهد تا همه درهای جهنم روباز کند تا همه شیاطین به زمین بیایند. هم چنین لوح شامل راهی هست تا درهای جهنم قفل شود و شیاطین برای همیشه از زمین اخراج بشوند. با استفاده از طلسم، کوین به کراولی کلک می‌زند و با لوح فرار می‌کند. سم، کوین را متقاعد می‌کند که باید درهای جهنم را ببندند. در هر حال، کراولی با دوست دختر تسخیر شده کوین، چانینگ، ظاهر می‌شود و می‌خواهد کوین با لوح برگردد. کوین و وینچسترها فرار می‌کنند ولی کراولی برای انتقام چانینگ را می‌کشد. بعداً دین تماسی از بنی دریافت می‌کند که بنظر میآید دربارهٔ زندگی خارج از برزخ ابهاماتی دارد. هر دو سعی می‌کنند فاصلشان رو حفظ کنند و دین می‌گوید که فقط در موقعیت اورژانسی با او تماس بگیرد. |                   |                                  |                   |                             |                |          |                                   |
| ۱۵۱ | ۲                 | «اوضاع چطوره مامان ببره؟»        | جان شوالتر        | اندرو دب و دینل لوف‌لین      | ۱۰ اکتبر ۲۰۱۲  | 3X7803   | ۲٫۵۱                              |
| کوین، سم و دین را مجبور به پیدا کردن مادرش می‌کند. وقتی خانم ترن را پیدا می‌کنند، خانه‌اش توسط شیاطین محافظت می‌شود و وینچسترها نجاتش می‌دهند. سپس می‌فهمند که لوح توسط پلاتوس دزدیده شده و همراه سایر اجناس کمیاب ماوراءالطبیعه به مزایده گذاشته شده. سم، دین، کوین و خانم ترن به مزایده می‌روند. پلاتوس در مزایده لوح، کوین را هم بحساب میاورد و باعث می‌شود خانم ترن روحش را پیشنهاد کند؛ ولی قبل از دادن روحش، کراولی با دستیار پلاتوس معامله می‌کند تا به پلاتوس خیانت کند. دین تلاش می‌کند خانم ترن را که توسط کراولی تسخیر شده را بکشد که باعث عصبانیت کوین می‌شود. سم و دین، کوین و خانم ترن را نجات می‌دهند ولی لوح را از دست می‌دهند و کراولی آن را می‌برد. کوین سعی می‌کند با مادرش که دچار آسیب روحی شده، حرف بزند و دین سعی دارد با نصیحت کردن کمکش کند ولی کوین اشاره می‌کند که دین فقط داشت مادرش را می‌کشت. سپس می‌خواهد تا با مادرش تنها صحبت کند. بعد از دقایقی، ترن‌ها فرار می‌کنند و نوشته‌ای به جا می‌گذارند که می‌گوید «دین اجازه می‌دهد کسانی که به آن‌ها نیاز ندارد، بمیرند.» |                   |                                  |                   |                             |                |          |                                   |
| ۱۵۲ | ۳                 | «اندوه»                          | جنسن اکلس         | برد باکنر و اجنیه روس-لمینگ | ۱۷ اکتبر ۲۰۱۲  | 3X7801   | ۲٫۱۳                              |
| اگرچه سم می‌خواهد تا روی یافتن کوین و لوح تمرکز کنند، دین پیششنهاد می‌کند روی پرونده قاتلی که هر شش ماه قلب یک انسان را می‌گیرد، کار کنند. به دنبال سرنخ از مینه سوتا تا کلورادو، وینچسترها می‌فهمند همه قتل‌ها توسط افراد مختلفی انجام شده‌اند که هیچ سابقه خشونت ندارند و اینکه هر مظنونی هنگام قتل‌های دیگه جای دیگری بوده. بعد از اینکه یکی از مظنونین، به چشم خودش چاقو می‌زند، دین می‌فهمد که هر قاتل یک عضو بدن از ورزشکار متوفی، بریک هلمز، دریافت کرده. هم چنین می‌فهمند که بریک یک ورزشکار دوران مایاها بوده که با یک الهه باستانی معامله کرده تا در ازای زندگی جاودیدان هر سال یک قلب انسان برایش قربانی کند. وقتی در سال ۱۹۴۰ بریک عاشق یک زن فانی می‌شود، آن‌ها با هم می‌مانند حتی بعد از اینکه ان زن خیلی پیر می‌شود و مجبور می‌شود ادعا کند که مادر بریک است. در نهایت بریک خودکشی می‌کند چون نمی‌تواند با فکر اینکه بدون آن زن باشد، کنار بیاید. سم و دین زنی که قلب بریک را دریافت کرده و همین‌طور سایر گیرنده‌ها را می‌کشند. در ضمن سم درنظر می‌گیرد بعد از یافتن لوح حتماً به زندگی عادی برگردد. |                   |                                  |                   |                             |                |          |                                   |
| ۱۵۳ | ۴                 | «گزیدگی»                         | توماس جی. رایت    | رابی تامپسون                | ۲۴ اکتبر ۲۰۱۲  | 3X7804   | ۱٫۸۶                              |
| گزیدگی به عنوان یک فیلم کوتاه از نمای سه دانشجو، نمایش داده می‌شود. برایان و مایکل هر دو دانشجوهای فیلم‌سازی هستند که در حال ساخت فیلمی از جزئیات زندگی خود در میشیگان هستند. بعد از اینکه یک قتل اتفاق می‌افتد، سم و دین که در حال تلاش برای یافتن نوع خاصی از گرگینه هستند که دانشجویان را گاز می‌گیرد و می‌کشد، وارد محدوده دانشگاه برایان و مایکل می‌شوند و سه دانشجو این حقیقت را که مایکل گاز گرفته شده را پنهان می‌کنند. اوضاع وقتی از کنترل خارج می‌شود که مایکل به یکی از همسایه‌های گردن کلفت که دوست دخترش، کیت، را تهدید می‌کند حمله می‌کند. اوضاع وقتی خطرناک تر می‌شود که برایان استادش را به عنوان گرگینه تشخیص می‌دهد و او را تحریک می‌کند تا برایان را نیز گاز بگیرد و موفق هم می‌شود. دین، استاد را می‌کشد. سم و دین فکر می‌کنند قضیه تمام شده‌است اما متوجه یکی از دوربین‌های برایان می‌شوند و آن را برای رسیدن به برایان ردیابی می‌کنند. در همین زمان، برایان فاش می‌کند که چه کرده و با مایکل مبارزه می‌کند و او را می‌کشد. سپس دوست دختر مایکل، کیت، را گاز می‌گیرد زیرا عاشق او شده و می‌خواهد با او باشد. کیت، برای انتقام برایان را می‌کشد و فیلم او را تمام می‌کند. سپس پیامی برای سم و دین می‌گذارد که از قلب حیوانات تغذیه خواهد کرد و و به انسان‌ها ضرر نخواهد زد. تقاضای یک فرصت دیگر را می‌کند تا در آرامش زندگی کند. سم و دین ویدیو را می‌بینند و می‌فهمند که این گرگینه‌ها می‌توانند خود را کنترل کنند و اینکه کیت به هیچ انسانی صدمه نرسانده است. پس تصمیم می‌گیرند به او فرصت دیگری دهند ولی قبول می‌کنند که اگر به کسی آسیب زد او را شکار کنند. |                   |                                  |                   |                             |                |          |                                   |
| ۱۵۴ | ۵                 | «برادر تنی»                      | گای بی            | بن ادلاند                   | ۳۱ اکتبر ۲۰۱۲  | 3X7805   | ۱٫۷۸                              |
| بعد از جستجو و کتک خوردن از سایر خون‌آشام‌ها، بنی برای کمک به دین زنگ می‌زند. دین سریعاً برای دیدن او راهی واشینگتن می‌شود و به سم می‌گوید باید یک روز را استراحت کند و با موضوعات شخصیش کنار بیاید. بعد از دیدن بنی و دادن کیسه‌های خون برای بهبودیش، بنی –که از وفاداری دین متعجب است- می‌گوید بدنبال تبدیل‌کننده اش هست تا انتقام بگیرد. ۵۰ سال پیش، بنی عاشق انسانی به نام آندریا می‌شود و لانه اش را بخاطر او ترک می‌کند ولی تبدیل‌کننده اش او را می‌کشد و می‌گوید گلوی آندریا را نیز پاره خواهد کرد. دین قبول می‌کند به او کمک کند و به یاد زمانی می‌افتد که بنی در برزخ به او و کستیل کمک کرده بود. در همین زمان، سم نیز به اوقاتش با امیلیا فکر می‌کند. وقتی آندریا فاش می‌کند که تبدیل به خون‌آشام شده و بنی دستگیر می‌شود، دین برای کمک به سم زنگ می‌زند. مادامی که سم در راه است، دین و بنی خون‌آشام‌ها و تبدیل‌کننده بنی را می‌کشند. آندریا نیز کمک می‌کند ولی معلوم می‌شود او می‌خواهد رهبر جدید شود و دین قبل از اینکه به بنی آسیب برساند او را می‌کشد. بعداً سم برای اولین بار بنی را می‌بیند و وقتی می‌فهمد او انسان نیست به سختی می‌تواند از کشتنش صرف نظر کند. |                   |                                  |                   |                             |                |          |                                   |
| ۱۵۵ | ۶                 | «آسودگی جنوبی»                   | تیم اندرو         | آدام گلاس                   | ۷ نوامبر ۲۰۱۲  | 3X7806   | ۲٫۳۲                              |
| بعد از اینکه یک زن همسرش را بخاطر ماجرایی جزئی که ۳۰ سال پیش اتفاق افتاده می‌کشد، سم و دین به کمک گارث می‌روند. آن‌ها می‌فهمند گارث جایگزین بابی شده و طی یک سال گذشته شکارچی‌ها را سازماندهی و هدایت می‌کند. در طی تحقیق، قتل‌های بیشتری بخاطر ماجراهای کوچک اتفاق می‌افتد و وینچسترها و گارث می‌فهمند قاتل‌ها توسط اسپکتر تسخیر شده بوده‌اند. اسپکتر شبیه روح است ولی انسان‌ها را برای انتقام‌های خودشان تسخیر می‌کند. او افراد را با لمس کردن یک پنی قدیمی تسخیر می‌کند. دین از گارث بخاطر تقلید کارها و گفتار بابی عصبانی است و در نهایت به اومی گوید. هم چنین در فلش بک‌ها معلوم می‌شود معشوقه سم، امیلیا، همسرش دان را در از دست داده است. در آخر، اسپکتر دین را مجبور به لمس پنی می‌کند و باعث می‌شود دین قصد کشتن سم را کند زیرا طی سال گذشته دنبالش نگشته. گارث موفق می‌شود سکه را بگیرد و آن را بسوزاند تا اسپکتر نابود شود. از آنجاییکه گارث طبیعتاً انسانی مثبت است و هیچ آرزویی برای انتقام ندارد، سکه رویش اثری ندارد. بعداً سم دین را بخاطر کینه اش توبیخ می‌کند و اخطار می‌دهد اگر نتواند با عصبانیتش کنار بیاید او را ترک می‌کند. |                   |                                  |                   |                             |                |          |                                   |
| ۱۵۶ | ۷                 | «یک تکه کوچک از کوین»            | چارلی کارنر       | برد باکنر و اجنیه روس-لمینگ | ۱۴ نوامبر ۲۰۱۲ | 3X7807   | ۲٫۳۲                              |
| خانم ترن و کوین به یک جادوگر پول می‌دهند تا مواد لازم برای بمب شیاطین را جمع کند ولی او خیانت می‌کند و به کراولی کمک می‌کند تا کوین را بدزدد. بعد از اینکه سم و دین مجموعه‌ای از آدم‌ربایی‌ها توسط شیاطین را جستجو می‌کنند، یک آخر هفته کستیل ظاهر می‌شود در حالیکه نمی‌داند چگونه از برزخ فرار کرده. معلوم می‌شود همه افراد دزدیده شده پیامبر هستند و چون در یک زمان فقط یک پیامبر وجود دارد اگر کوین بمیرد سریعاً پیامبر جدیدی برانگیخته می‌شود. کراولی، کوین را شکنجه می‌دهد تا لوح را ترجمه کند و معلوم می‌شود لوح‌های بیشتری نیز هست. وینچسترها و کستیل ظاهر می‌شوند و کستیل لوح را دو نیم می‌کند و کراولی با یک نیمه لوح فرار می‌کند. کوین و بقیه پیامبران نجات میابند. کستیل فاش می‌کند خودش نخواست با دین از برزخ فرار کند چون ماندن در آنجا توبه او برای اقدامات اخیرش بود. سپس یک فرشته والامقام به نام نائومی کستیل را چک می‌کند و دربارهٔ سم و دین می‌پرسد و می‌گوید ارتشی از فرشتگان او را از برزخ نجات داده‌اند و اینکه او این چک کردن‌های دوره‌ای را به یاد نخواهد آورد. |                   |                                  |                   |                             |                |          |                                   |
| ۱۵۷ | ۸                 | «قهرمان شکار»                    | پال ادواردز       | اندرو دب                    | ۲۸ نوامبر ۲۰۱۲ | 3X7808   | ۲٫۰۰                              |
| سم، دین و کستیل (که تصمیم گرفته تمام وقت شکارچی شود) یک سری از مرگ‌ها در اوکلاهاما را پیگیری می‌کنند که الهام گرفته از کارتون‌ها هستند – قلب یک مرد وقتی کنار دختر موردعلاقه اش است از سینه اش بیرون می‌پاشد، یک مرد هنگام پریدن از ساختمانی برای لحظه‌ای در هوا پرواز می‌کند و یک قطعه آهنی محافظ امنیتی را مچاله می‌کند. در این حین، دین وکستیل صمیمانه دربارهٔ وضع ذهنی کستیل صحبت می‌کنند. وینچسترها و کس می‌فهمند که تأثیرات کارتونی بخاطر پیرمردی به نام فرد جونز است که قدرت دور زدن واقعیت را دارد و اکنون در در دنیایی رؤیایی در ذهنش زندگی می‌کند. او توسط دکتری استفاده می‌شود تا چیزهای با ارزش سایر بیماران را بدزدد. وقتی دین با دکتر روبرومی شود، سم و کستیل وارد ذهن فرد می‌شوند تا با او حرف بزنند. سم، فرد را قانع می‌کند از زندگی رؤیایی دست بردارد و به واقعیت برگردد تا دور زدن واقعیت تمام شود. فرد دکتر را مجبور به کشتن خودش می‌کند و کستیل هم قدرت فرد را از بین می‌برد تا دیگر تهدیدی نباشد اگرچه باعث آسیب ذهنی به او می‌شود. کستیل تصمیم می‌گیرد به بهشت برگردد تا با نتایج کارهایش روبرو شود ولی نائومی مانع می‌شود. پس تصمیم می‌گیرد برای مدتی مراقب فرد باشد. در فلش بک‌ها، سم پدر امیلیا را ملاقات می‌کند که آمده به امیلیا بگوید شوهرش هنوز زنده است. |                   |                                  |                   |                             |                |          |                                   |
| ۱۵۸ | ۹                 | «دندان ناب بومی»                 | نیک کوپاس         | دنیل لوف‌لین                 | ۵ دسامبر ۲۰۱۲  | 3X7809   | ۲٫۰۶                              |
| سم از مارتین می‌خواهد تا دنبال بنی برود، چون به او اعتماد ندارد. مارتین سابقاً از بیمارستان روانی مرخص شده. در این راه، مارتین قربانی‌هایی را میابد که ظاهراً بنی آن‌ها را کشته و به سم زنگ می‌زند. دین باور نمی‌کند و به لوئیزیانا می‌رود تا بنی را بیابد. وقتی او را پیدا می‌کند، در حال خاک کردن یک قربانی دیگر است و ادعا می‌کند یک خون‌آشام پست به نام دسموند در تلاش است تا بنی را به لانه برگرداند و هربار که او امتناع می‌کند، دسموند یکی را می‌کشد. بنی در وطن خودش ساکن شده و مراقب نوه بزرگش الیزابت است. سم و مارتین این حرف را باور نمی‌کنند و مارتین دین را می‌زند و با سم به سوی شکار بنی می‌روند. قبل از یافتن بنی، سم یک متن پریشان از امیلیا می‌گیرد و به تگزاس می‌رود. در همین حال، دین با بنی، قصد کشتن دسموند را دارند ولی او حمله می‌کند و نزدیک است دین را بکشد که بنی با کشتن دسموند، او را نجات می‌دهد؛ ولی مارتین که از لحاظ روانی بی‌ثبات است، الیزابت را گروگان می‌گیرد و بنی را مجبور می‌کند برگردد تا بتواند او (بنی) را بکشد. الیزابت به دین زنگ می‌زند تا برگردد. می‌فهمد که بنی رفته و مارتین مرده. در فلش بک‌ها، سم امیلیا را ترک می‌کند تا شانس دوباره‌ای به همسرش بدهد. با برگشت به تگزاس، می‌فهمد امیلیا خوب است و دین به او کلک زده تا از سر راه برش دارد. پس به دین زنگ می‌زند و بابت کارش عصبانی است و قطع می‌کند. امیلیا او را از پنجره می‌بیند و به بار می‌رود تا او را ببیند. |                   |                                  |                   |                             |                |          |                                   |
| ۱۵۹ | ۱۰                | «پاره و خسته»                    | رابرت سینگر       | جنی کلین                    | ۱۶ ژانویه ۲۰۱۳ | 3X7810   | ۱٫۹۹                              |
| سم و دین دوباره با هم متحد می‌شوند و به نظر میآید سم، دین را بخشیده ولی می‌گوید اگر بنی را رها نکند احتمالاً دیگر نتوانند با هم کار کنند و دین هم او را ترک می‌کند. سم و امیلیا هم تصمیم می‌گیرند اگر طی دو روز هر دو پیدایشان شد با هم می‌مانند رابطشان را ادامه می‌دهند حتی اگر امیلیا مجبور به ترک شوهرش باشد. اما اگر هر دو آنجا نباشند رابطشان به خوبی تمام می‌شود. در همین زمان، فرشتهٔ به نام سمندریل که توسط شیطانی به نام ویگور شکنجه می‌شود، پیامی پریشان به نائومی می‌فرستد. کستیل که به نیازمندان به عنوان بخشی از توبه اش کمک می‌کند، توسط نائومی مسئول نجات سمندریل می‌شود. او از دین کمک می‌خواهد، ولی دین بخاطر کشمکشی که با سم دارد به او زنگ نمی‌زند. هر دو تا جنووا، سمندریل را ردیابی می‌کنند ولی چون تعدادشان کم است روی کمک کوین برای ساخت بمب شیاطین حساب می‌کنند و کستیل سم را هم می‌آورد. سمندریل تحت شکنجه می‌شکند و برای کراولی وجود لوح فرشتگان را فاش می‌کند. دین و کستیل برای نجات فرشته به کراولی حمله می‌کنند. بعد از نجات، سمندریل سعی می‌کند به کستیل اخطار دهد که نائومی او را کنترل می‌کند؛ ولی نائومی کس را مجبور به کشتن سمندریل می‌کند زیرا کراولی را از لوح فرشتگان باخبر کرده. سپس توضیح می‌دهد که او را به بهشت بیاورد تا به آرامش برسد ولی در واقع می‌خواهد بفهمد تا چه اندازه به کراولی اطلاعات داده. مرگ سمندریل و حرکات کستیل، سم و دین را مشکوک می‌کند. سرانجام سم تصمیم می‌گیرد به امیلیا برنگردد. دین هم رابطه با بنی را تمام می‌کند. سپس با خوردن شام با هم و بوکس دیدن در تلویزیون آشتی می‌کنند. |                   |                                  |                   |                             |                |          |                                   |
| ۱۶۰ | ۱۱                | «بازی‌بازها و دختر واقعی»         | جین‌نات وارک       | رابی تامپسون                | ۲۳ ژانویه ۲۰۱۳ | 3X7811   | ۲٫۰۱                              |
| سم و دین در حال تحقیق روی مرگ مرموز دو بازیباز نقش‌های زنده در میشیگان هستند که بازی به نام موندر را بازی می‌کردند. هر دو وقتی می‌فهمند ملکه موندر دوست سابقشان چالری بردبری است متعجب می‌شوند. برادرها می‌فهمند مقتول‌ها یک سمبل سلتی روی مچشان دارند. در حال تلاش برای فهمیدن معنی سمبل و مقصر، یک ماسک دار مرموز چارلی را دستگیر می‌کند. هر سه می‌فهمند یک پری به نام گیلدا، مجبور شده تا به افراد آسیب بزند و تنها راه توقفش پیدا کردن اربابش است. در این بین، چارلی عاشق گیلدا می‌شود. نهایتاً، سم و دین می‌فهمند یکی از پیروان چارلی به نام جری، گیلدا را تحت کنترل دارد و از قدرتهای این دختر در مقابل دشمنانش استفاده می‌کند تا قلب چارلی را ببرد در حالیکه نمی‌داند چارلی هم جنس باز است. دین با جری مبارزه می‌کند و چارلی کتاب طلسمش را از بین می‌برد و گیلدا آزاد می‌شود. گیلدا، جری را می‌برد تا مردمش او را تنبیه کنند. چارلی تصمیم می‌گیرد فرار را بس کند و در زندگی که برای خودش ساخته بماند. به سم و دین هم پیشنهاد کمک در مواقع لزوم را می‌دهد. سم و دین هم می‌فهمند برای یک بار هم شده نیاز به تفریح دارند. پس به جنگ پادشاهی چارلی علیه دشمنانش می‌پیوندند و دین قبل از جنگشان، سربازان را با سخنرانی تقلیدی از «شجاع دل» تشویق می‌کند. |                   |                                  |                   |                             |                |          |                                   |
| ۱۶۱ | ۱۲                | «همان‌طور که زمان می‌گذرد»         | سرج لادوئوکئور    | آدام گلاس                   | ۳۰ ژانویه ۲۰۱۳ | 3X7812   | ۲٫۱۲                              |
| در ۱۹۵۸، یک مرد به یک انجمن مخفی برای شروع به کار برای مردان لغت می‌رود؛ ولی یک شیطان به نام آبادون همه را می‌کشد و یک جعبه مرموز بدست ی آورد تا حفظ کند. مرد یک طلسم اجرا می‌کند و وارد متل سم و دین در زمان حال می‌شود تا جان وینچستر را بیابد. مرد می‌خواهد فرار کند و از اینکه به ۲۰۱۳ آمده شوکه است؛ ولی برادرها او را می‌گیرند و قبل از توضیح همه چیز، آبادون می رشد و وقتی چاقوی مخصوص شیاطین او ار نمی‌کشد مجبور به فرار می‌شوند. مرد توضیح می‌دهد او هنری وینچستر، پدر بزرگ گمشده آنان است. او عضو انجمنی به نام مردان لغت است که رازهای ماورایی را حفظ و ضبط می‌کنند. نمی‌داند آن جعبه چیست و هنوز شروع به کار نکرده بوده؛ ولی آن‌ها یک فرد زنده از انجمن را میابند. وقتی هنری زندگی جان را می‌فهمد، می‌خواهد به زمان خودش برگردد تا اوضاع را درست کند ولی دین نمی‌گذارد. در همین زمان، سم از عضو زنده انجمن به نام لری می‌فهمد که جعبه حاوی کلید بزرگترین انبار اطلاعات ماورایی است و از سم می‌خواهد آن را قفل کنند تا دست شیطان به آن نرسد. آبادون که وارد جسم همسر لری شده، لری را می‌کشد و سم را دستگیر می‌کند. بعداً با دین تماس می گرد تا کلید و هنری را با سم تعویض کند. دین معامله می‌کند ولی اتفاق بدی می‌افتد. هنری به‌طور مهلکی زخمی می‌شود ولی گلوله‌ای با طرح تله شیطان را به سر آبادون شلیک می‌کند تا در آن بدن گیر کند. دین سرش را می‌زند و می‌گوید او را تکه‌تکه می‌کنند و هر قسمت را زیر سیمان دفن می‌کنند. هنری می‌گوید به پسرش افتخار می‌کند و می‌میرد. سم و دین، هنری را نزدیک دوستانش دفن می‌کنند و دربارهٔ خاندانشان فکر می‌کنند و اینکه الان مسئول انبار هستند؛ اگر هنوز پابرجا باشد. |                   |                                  |                   |                             |                |          |                                   |
| ۱۶۲ | ۱۳                | «همه از هیتلر بدشان می‌آید»       | فیل اسکریچیا      | بن ادلاند                   | ۶ فوریه ۲۰۱۳   | 3X7814   | ۲٫۲۹                              |
| در بلاروس یک مرد غول پیکر به کمپ اصلی نازی‌ها حمله می‌کند و تلفات می‌دهد. فرمانده، اکارت، یک طلسم برای فرار اجرا می‌کند که باعث سوختن کمپ می‌شود. در زمان حال، یک خاخام یهودی در یک کتابخانه می‌گردد و کتابی میابد که او را می‌ترساند. قبل از اینکه مرد مرموزی باعث سوختن خود بخود او شود، یک تلفن می‌زند. در همین زمان، سم و دین انبار متروک ولی سالم مردان لغت را در کنزاس میابند. بعد از دوهفته در آنجا، سم خبر مرگ خاخام را می‌گیرد و اینکه او عضو یک گروه مخفی از خاخام‌ها به نام ابتکار جودا بوده که طی جنگ جهانی دوم با مردان لغت کار می‌کرده‌اند. سم و دین می‌فهمند توسط مردی که به کمپ حمله کرد، تعقیب می‌شوند ولی مرد جوانی به نام ارون او را متوقف می‌کند. او نوه خاخام و آخرین نسل زنده از گروه کمپ جودا است. او یک گولم بعد از مرگ پدربزرگش دریافت کرده ولی نمی‌داند چگونه او را کنترل کند. سم و دین می‌فهمند خاخام همواره از داستان جنگ جامعه نازی‌ها می‌گفته و کتابی را که او برای ارون مخفی کرده را می‌یابند. مردی که خاخام را کشته به سم و ارون حمله می‌کند ولی گولم او را می‌کشد. گروه می‌فهمند که کتاب دربارهٔ موفقیت‌های مدام گروه نازی در زنده کردن افراد است. اکارت با ۳ همراه می‌رسد، گولم را غیرفعال کرده و کتاب را پس می‌گیرد. برای ارون فاش می‌کند که چگونه کنترل کامل گولم را بگیرد ولی قبل از کشتن ارونو وینچسترها، ارون حواس پرتی ایجاد می‌کند تا سم و دین آن‌ها را بکشند. بعداً ارون کنترل کامل گولم را می‌گیرد تا به جنگ با جامعه نازی‌ها ادامه دهد. سم و دین هم به انبار برمیگردند و سم کتاب را در آرشیو مردان لغت می‌گذارد. |                   |                                  |                   |                             |                |          |                                   |
| ۱۶۳ | ۱۴                | «آزمون و خطا»                    | کوین پارکز        | اندرو دب                    | ۱۳ فوریه ۲۰۱۳  | 3X7813   | ۲٫۴۱                              |
| سم و دین به مخفی گاه مردان لغت می‌روند و دین نهایتاً برای خودش اتاقی پیدا می‌کند و آشپزی می‌کند. در حالیکه سم در کتابخانه فرومی‌رود بعد از هفته ه اکار، کوین ترن به دستورالعمل لازم برای بستن درهای جهنم می‌رسد و به سم و دین زنگ می‌زند. کوین بیان می‌کند برای بستن درهای جهنم شخصی باید سه آزمون را به پایان ببرد. اولین آزمون کشتن یک سگ جهنمی و حمام کردن در خونش و خواندن یک طلسم است. این طلسم باید بعد از هر آزمون خوانده شود. به دنبال سگ، سم خانواده کسیتی را شناسایی می‌کند که ده سال پیش در جاییکه امکانش نبود نفت استخراج کردند. پس می‌فهمند که با یک شیطان چهارراه معامله کرده‌اند. در مزرعه کسیتی، سم و دین شغلی می‌گیرند و مراقب خانواده‌اند تا سگ جهنمی که برای جمع‌آوری روح فرد می‌آید را بکشند. با فکر اینکه آن شخص صاحب مزرعه آلیس است، سگ را که شوهر آلیس، کارل را می‌کشد از دست می‌دهند. چون او برای اینکه آلیس عاشقش شود با شیطان معامله کرده بوده. اما می‌فهمند شخص دیگری هم با شیطان معامله کرده. کوین تماس می گرد و می‌گوید فقط با یک چیز جهنمی یا سوخته در آتش مقدس می‌توانند سگ جهنمی را ببینند. دین هم دو عینک را در آتشی که با روغن مقدس درست شده تکان می‌دهد. همه خانواده کسیتی می‌رسند تا آلیس را تسکین دهند. در حالیکه دین به دنبال سگ است، سم می‌خواهد بفهمد کدام عضو خانواده معامله کرده و می‌فهمد کراولی، خودش این معاملات را کرده. نهایتاً، مارگو که جوانترین عضو است و فکر می‌کند یک گرگ کارل را کشته، توسط سگ جهنمی کشته می‌شود. برادرها می‌فهمند او که فکر می‌کرده با کشف نفت خانواده شادتر می‌شود معامله کرده. سگ‌ها به بودن اطراف خانه ادامه می‌دهند و این نشان می‌دهد شخص دیگری هم معامله کرده. دین متوجه می‌شود که مدیر مزرعه، الی برای نجات مادرش از پارکینسون در ۱۵ سالگی معامله کرده. وقتی سگ دنبال الی می‌رود، دین به مبارزه می‌رود ولی شکست می‌خورد و سم او را می‌کشد و در خونش پوشیده می‌شود و آزمون را تمام می‌کند. سم و دین به الی یک کیسه طلسم می‌دهد و او را از کراولی فرار می‌دهند. بعد از متقاعد کردن دین که بعد از بستن درهای جهنم امید ادامه زندگی هست، سم طلسم لازم برای شروع بستن درها را می‌خواند. |                   |                                  |                   |                             |                |          |                                   |
| ۱۶۴ | ۱۵                | «بهترین دوست آدم به همراه منافع» | جان شوالتر        | برد باکنر و اجنیه روس-لمینگ | ۲۰ فوریه ۲۰۱۳  | 3X7815   | ۲٫۱۰                              |
| سم و دین از جیمز فرمپتون، پلیسی که قبلاً به آن‌ها کمک کرده، پیامی مبنی بر کمک می‌گیرند. در میسوری، می‌فهمند که جیمز بعد از آخرین دیدارشان جادوگر شده و از جادو برای حل پرونده‌های پلیس استفاده می‌کند. سم و دین بخاطر زد و خوردهای قبلی با جادوگرها، ناراحت می‌شوند ولی به او فرصت می‌دهند. مونس جیمز، پوریتا به وینچسترها نزدیک می‌شود و فاش می‌کند که او پیام را فرسته. زیرا جیمز خواب کشتن افرادی را می‌بیند که در واقعیت هم می‌میرند. اگرچه دین می‌خواهد جیمز را بکشد، سم او را متقاعد می‌کند اول تحقیق کنند. شاید کسی افراد را می‌کشد و خاطرات را در ذهن جیمز می‌گذارد. سم و دین، جیمز را زنجیر می‌بندند ولی درحال سکس با پوریتا، جیمز ذهنش را برایش باز می‌کند. پوریتا رؤیاها را می‌بیند و می‌فهمد همه این‌ها قتل‌هایی بدون قصد یا نقشه قبلی هستند. سم و دین را متقاعد می‌کند جیمز باید بی گناه باشد. دین در کتاب بابی طلسمی می‌یابد که جادوگری می‌تواند با آن در ذهن جیمز خاطرات اشتباه بکارد. با درک اینکه کارآگاه پلیس مربوط به پرونده چیزی را مخفی می‌کند، سم و دین و جیمز از پروژه ستاره‌ای استفاده می‌کنند تا ایستگاه پلیس را بگردند و می‌فهمند که گارآگاه علیه جیمز کینه دارد. کارآگاه در حال پرونده‌سازی علیه جیمز به کمک مونس یک جادوگر دیگر به عنوان شاهد است. مونس اقرار می‌کند این کارها را طبق دستور اربابش، اسپنسر کرده. اسپنسر مونسش را می‌کشد و فاش می‌کند به جیمز و پوریتا حسودی می‌کند و پوریتا را مونس و معشوق خودش می‌خواهد. جیمز و اسپنسر بی هیچ نتیجه‌ای می‌جنگند ولی وقتی پوریتا حواس پرتی ایجاد می‌کند، سم و دین اسپنسر را طلسم جادوگر کشی، می‌کشند. جیمز و پوریتا تصمیم به ترک شهر می‌گیرند تا با هم زندگی جدیدی بسازند به جای مبارزه با پرونده‌های علیه اش. دین نهایتاً به سم اعتماد می‌کند و می‌فهمد که او می‌تواند آزمون‌ها را مدیریت کند. زیرا بعد از حمله ذهنی اسپنسر برایش ارزش خانواده یادآوری می‌شود. در آخر اگرچ ه سم اصرار دارد حالش خوب است، کمی خون سرفه می‌کند و می‌فهمد همه چیز هم خوب نیست. |                   |                                  |                   |                             |                |          |                                   |
| ۱۶۵ | ۱۶                | «تایتان‌ها را به یاد بیاور»       | استیو بویام       | دنیل لوف‌لین                 | ۲۷ فوریه ۲۰۱۳  | 3X7816   | ۲٫۱۳                              |
| در مونتانا، یک راننده مست با مردی تصادف می‌کند و او را می‌کشد و صحنه را ترک می‌کند. صبح روز بعد، جسد توسط یک پلیس پیدا می‌شود ولی مرد زنده می‌شود و خود را بهبود می‌دهد و می‌رود. سم و دین که منتظر کوین هستند تا دربارهٔ آزمون بعدی تماس بگیرد، در مجلات دربارهٔ مرد به ظاهر زامبی می‌خوانند و به جستجو می‌روند. مرد دوباره در اثر حمله خرس مرده پیدا می‌شود. وقتی سم و دین درحال دیدن جسد هستند، دوباره زنده می‌شود و از روز قبل هیچ به یاد نمی‌آورد. بعد از اینکه یک زن مرموز به او حمله می‌کند، سم و دین می‌فهمند که شین در واقع پرومتئوس تیتان یونانی است. به عنوان تنبیه توسط زئوس نفرین شده تا هر روز بمیرد، زیرا به انسان‌ها آتش را هدیه داده. آن زن هم الهه یونانی، آرتمیس است. اوضاع وقتی پیچیده می‌شود که زنی جوان، به نام هیلی، با پسربچه‌ای به نام اولیور، که پسر پرومتئوس است و همان نفرین را دارد، پیدا می‌شود. برای آزاد کردن هر دو، سم و دین تصمیم می‌گیرند زئوس را احضار کنند و مجبورش کنند نفرین را بشکند. با کمک کتاب‌های لغت هم یادمی‌گیرند که چگونه او را به دام انداخته و بکشند. زئوس به هیلی کلک می‌زند تا آزادش کند و بعد به شکنجه پرومتئوس ادامه می‌دهد؛ طوری‌که او و اولیور بارها و بارها بمیرند تا برای همیشه بخاطر کارش تاوان بدهد. سم و دین، آرتمیس را قانع می‌کنند تا مداخله کند زیرا او مخفیانه عاشق پرومتئوس است. آرتمیس تلاش می‌کند با یکی از تیرهایش که می‌تواند خدایگان را بکشد، به پدرش، زئوس شلیک کند. زئوس از پرومتئوس به عنوان محافظ استفاده می‌کند ولی پرومتئوس تیر را از بین خودش درون زئوس فشار می‌دهد و او را می‌کشد. هر دو برای همیشه می می‌میرند و نفرین از اولیور برداشته می‌شود. سم و دین، پرومتئوس را می‌سوزانند و دین از کستیل تقاضا می‌کند که مراقب سم باشد. زیرا می‌داند آنطور که تظاهر می‌کند خوب نیست. علی‌رغم خواهش‌های دین، کستیل ظاهر نمی‌شود. |                   |                                  |                   |                             |                |          |                                   |
| ۱۶۶ | ۱۷                | «خداحافظ غریبه»                  | توماس جی. رایت    | رابی تامپسون                | ۲۰ مارس ۲۰۱۳   | 3X7817   | ۲٫۱۶                              |
| بعد از کشتن بی‌رحمانه هزاران کپی از دین، کستیل که شست‌وشوی مغزی شده، توسط نائومی فرستاده می‌شود تا لوح فرشتگان را بیابد قبل از اینکه کراولی دستش به آن برسد. در همین زمان، سم و دین پرونده‌ای می‌یابند که افراد کشته شده‌اند در حالیکه چشمانشان سوخته و اعضای داخلیشان مایع شده. بعد از تحقیق، معلوم می‌شود آن‌ها تسخیر شده بوده‌اند و برای چیزی زمین را حفر می‌کرده‌اند. بعد از جستجو برای اینکه شیاطین دنبال چه هستند، می‌فهمند کستیل هم در جستجو است و کسی است که افراد را می‌کشد. کستیل ادعا می‌کند به دنبال نیمه دیگر لوح شیاطین است در حالیکه شیاطین دنبال سرداب زیرزمینی لوسیفر هستند تا نسخه خطی را بیابند که بدون نیاز به پیامبر بتوانند لوح را ترجمه کنند. به دنبال شیطانی که دستگیر شده و به شیاطین می‌گوید کجا دنبال سرداب باشند، هر سه مگ را پیدا می‌کنند و نجات می‌دهند. مگ به آن‌ها محل دقیق سرداب را می‌دهد. بدنبال سرداب، دین و کستیل لوح را می‌یابند. وقتی نائومی سعی می‌کند کستیل را مجبور به کشتن دین و گرفتن لوح کند، کستیل دین را کتک می‌زند ولی در عین حال به نائومی التماس می‌کند اجازه توقف را دهد. نهایتاً نائومی می‌گوید بین «ما و آنها» انتخاب کن. دین تلاش می‌کند به کستیل واقعی دست یابد و او را از کنترل نائومی آزاد می‌کند. سپس کستیل آنجا را ترک می‌کند تا لوح را از همه تهدیدها از جمله دین حفظ کند. (البته قبلش دین را بهبود می‌دهد و عذرخواهی می‌کند) کراولی ظاهر می‌شود و مگ او را می‌گیرد تا تا سم، دین و کستیل اجازه فرار دهد. موفق می‌شود ولی کراولی او را می‌کشد. بعداً با نائومی ملاقات می‌کند که قبلاً با هم سر و سری داشته‌اند و نائومی حداقل راضی است که کستیل کاری را که باید، انجام داده. دین که بوسیله کستیل از بیماری سم آگاه شده، می‌گوید تظاهر را بس کند. کستیل نشان داده می‌شود که به مقصدی نامعلوم می‌رود تا از دوستان و دشمنانش دور باشد. |                   |                                  |                   |                             |                |          |                                   |
| ۱۶۷ | ۱۸                | «عجیب‌ها و ماسک دارها»            | جان اف. شوالتر    | آدام گلاس                   | ۲۷ مارس ۲۰۱۳   | 3X7818   | ۲٫۲۳                              |
| در شکار خون‌آشام‌ها در کنزاس، سم و دین با گروهی عجیب از شکارچی‌ها روبرو می‌شوند که شامل بچه‌های یتیم از جمله کریسی چمبرز (فصل ۷) است. بچه‌ها شامل کریسی، ایدن و جوزفین خانواده‌شان را بخاطر گروهی خون‌آشام از دست داده‌اند و اکنون تحت حفاظت یک سکارچی بالغ به نام ویکتور زندگی می‌کنند. او بچه‌ها را آموزش می‌دهد در عین اینکه اجازه زندگی عادی را به آنان می‌دهد. در هر حال، وقتی یکی از خون‌آشام‌ها رفتاری غیرعادی می‌کند و ادعای بی گناهی دارد، دین مشکوک می‌شود. در تحقیق، دین می‌فهمد که آن خون‌آشام بیش از چند هفته نیست که تبدیل شده بوده و بی گناه بوده. او خون‌آشامی را پیدا می‌کند که بچه‌ها بدنبالش فرستاده شده‌اند و ظاهراً پدر کریسی را کشته؛ ولی او تازه تبدیل شده. سم و دین می‌فهمند که ویکتور در حال ساختن نسل بعدی از شکارچی‌ها هست. با این روش که خون‌آشامی را می‌فرستد که خانواده‌شان را بکشد و افرادی را تبدیل کند تا آن‌ها بتوانند انتقام بگیرند. وقتی سم این را می‌فهمد، ویکتور او را می‌دزدد ولی دین و بچه‌ها برمیگردند و قضیه را می‌فهمند. کریسی با خون مرده، خون‌آشام را بیهوش می‌کند. ویکتور هم وقتی می‌فهمد تنها خواهد ماند، خودش را می‌کشد. با خون خون‌آشام، گروه آخرین قربانی را به انسان برمی‌گردانند. بچه‌ها تصمیم می‌گیرند با هم بمانند و شکارچی باشند و از شهرشان حفاظت کنند ولی دنبال خطر نروند. وقتی سم و دین این را می‌پذیرند، علاقه دین به بستن درهای جهنم بیشتر می‌شود. زیرا مادامی که باز باشند این بچه‌ها به عنوان شکارچی در خطر جدی هستند. |                   |                                  |                   |                             |                |          |                                   |
| ۱۶۸ | ۱۹                | «راننده تاکسی»                   | گای بی            | برد باکنر و اجنیه روس-لمینگ | ۳ آوریل ۲۰۱۳   | 3X7819   | ۱٫۹۰                              |
| کوین ترن حس می‌کند کراولی در ذهنش با او صحبت می‌کند و به سم و دین در این بارهٔ گوید و اینکه آزمون دوم را رمزگشایی کرده. آن‌ها باید یک روح بی گناه را از جهنم به بهشت ببرند. با شکار یک شیطان چهارراه، می‌فهمند که یک ریپر می‌تواند روح‌ها و افراد زنده را به درون و بیرون بهشت وجهنم ببرد. به دنبال اجی، او فاش می‌کند که بابی سینگر را طبق دستور کراولی به جهنم برده. سم با اجی به جهنم می‌رود تا بابی را نجات دهد در حالیکه دین باید بماند و با کوین سرو کله بزند. اجی، سم را به برزخ می‌برد جاییکه در پشتی به جهنم وجود دارد و می‌گوید ۲۴ ساعت دیگر برمی گردد؛ ولی کراولی قضیه را می‌فهمد و اجی را می‌کشد. سم، بابی را نجات می‌دهد ولی هردو بدون اجی برای برگشت، در برزخ گیر می‌افتند. نائومی به دیدن دین می‌رود و می‌گوید کستیل هنوز دیوانه است و اینکه او دستورهای نائومی را غلط برداشت کرده و نائومی طرف آنهاست. چون دین به او اعتماد نمی‌کند، او فاش می مند که سم از برزخ به جهنم رفته. وقتی دین، اجی را مرده می‌یابد، به بنی زنگ می‌زند و تقاضا می‌کند بمیرد و سم را بیرون بیاورد. بنی قبول می‌کند و سم و بابی را از خون‌آشام‌های برزخ نجات می‌دهد ولی می‌ماند تا خون‌آشام‌های بیشتر را نگهدارد تا سم و بابی فرار کنند. می‌گوید هیچ وقت مایل به رفتن نبوده زیرا او مناسب زمین نیست. سم روح بابی را به بهشت آزاد می‌کند ولی توسط کراولی متوقف می‌شود زیرا از نقشه آن‌ها باخبر شده. در هر حال، نائومی دخالت می‌کند و کراولی را عقب می‌زند و اجازه می‌دهد روح بابی به بهشت برود. علی رغم حراست زیاد، کراولی، کوین را از طریق مادرش پیدا می‌کند و او و همه نوشته‌هایش پیرامون لوح را می‌برد؛ ولی وقتی سم و دین برمی گردند هیچ نشانه‌ای از دعوا نمی‌بینند و پنجره‌هایی که کراولی شکسته بود دوباره سالمند. پس آن‌ها فکر می‌کنند کوین فرار کرده. |                   |                                  |                   |                             |                |          |                                   |
| ۱۶۹ | ۲۰                | «تب پک‌من»                        | رابرت سینگر       | رابی تامپسون                | ۲۴ آوریل ۲۰۱۳  | 3X7820   | ۲٫۳۸                              |
| چارلی بردبری با سم و دین تماس می‌گیرد و از پرونده‌ای در کانزاس خبر می‌دهد که درون قربانی مایع شده‌است. چون سم هنوز درحال بهبودی از دومین آزمون است، دین به او استراحت می‌دهد و تصمیم می‌گیرد به چارلی شکار را بیاموزد. بعد از اینکه مأمور پزشکی قانونی به آن‌ها اجازه دیدن جسد را نمی‌دهد، دین تصمیم می‌گیرد شب مخفیانه وارد شوند؛ ولی قبل از آن دومین قربانی پیدا می‌شود. در صحنه جرم، سم حاضر می‌شود و از اینکه کنار بکشد، خودداری می‌کند. آن‌ها می‌فهمند که مأمور پزشکی قانونی اجساد را سوزانده و اینکه هیولا، یک جن است. چارلی می‌رود تا مخفیانه به یک زن مرگ مغزی پول هدیه کند ولی توسط جن، که در واقع همان مأمور پزشکی قانونی است، دزدیده می‌شود و در یک رؤیای ترسناک گذاشته می‌شود. به دنبال چارلی، سم و دین متوجه زنی می‌شوند کهدر واقع مادر چارلی است. آن‌ها مأمور پزشکی قانونی را ردیابی کرده و می‌کشند ولی نمی‌توانند چارلی را از سم جن نجات دهند. پس دین وارد رؤیای او می‌شود تا نجاتش دهد. دین می‌فهمد او در کابوس یک بازی کامپیوتری، که وقتی بچه بوده دزدیده و فروخته، گیر افتاده که در آن باید از مادرش در مقابل سربازان خون‌آشامی دفاع کند. دین می‌فهمد ترس چارلی، از دست دادن مادرش است پس از او می‌خواهد اجازه دهد مادرش برود زیرا مدت زیادی است که مرده. وقتی اینکار را می‌کند بیدار می‌شود. در حالیکه سم دومین جن را کشته که پسر مأمور پزشکی قانونی و مقصر اصلی قتل‌ها بوده. چارلی می‌رود ولی قبلش به آرشیو مردان لغت سر می‌زند. دین نهایتاً به سم اجازه شکار می‌دهد و شروع به گشتن دنبال کوین می‌کنند. چارلی اجازه می‌دهد دستگاه را از مادرش قطع کنند ولی برای آخرین بار برایش داستان هابیت را می‌خواند درست مثل مادرش که وقتی بچه بود، اینکار را می‌کرد. |                   |                                  |                   |                             |                |          |                                   |
| ۱۷۰ | ۲۱                | «بهترین رویاپرداز»               | رابرت دانکن مک‌نیل | بن ادلاند                   | ۱ مه ۲۰۱۳      | 3X7821   | ۲٫۰۷                              |
| کوین توسط کراولی در توهمی از خانه قایقی گارث گیر افتاده و دو شیطان که تظاهر می‌کنند سم و دین هستند، نیمه دیگر لوح شیاطین را برایش می‌آورند تا ترجمه کند. در همین زمان، سم و دین واقعی پیامی از کوین می‌گیرند که می‌گوید احتمالاً مرده و همه نوشته‌هایش پیرامون لوح را برایشان می‌فرستد. اگرچه از نوشته‌ها چیزی دربارهٔ آزمون سوم نمی‌فهمند، ولی یک نماد در آنها، به قبیله بومیان آمریکا در کلورادو اشاره می‌کند. سم و دین هم فکر می‌کنند شاید به متاترون ربطی داشته باشد. در کازینو، می‌فهمند که قبیله ظاهراً نامیرا شده در ازای اینکه به متاترون کتاب‌های داستان هدیه دهند و رد او را می‌گیرند. متاترون می‌گوید بعد از رفتن خدا، فرشتگان مقرب تصمیم گرفتند تا خودشان کنترل جهان را بدست بگیرند ولی او موافق نبود. پس رفت و چنان از آن‌ها جدا شد که از هیچ چیزی خبر ندارد و نمی‌داند وینچسترها که هستند یا اینکه فرشتگان مقرب همگی یا مرده‌اند یا گیر افتاده‌اند. سم و دین سعی می‌کنند او را قانع کنند تا در مسئولیتشان به آن‌ها کمک کند. کوین می‌فهمد کراولی او را دستگیر کرده و با او مواجه می‌شود. کراولی سعی دارد او را بکشد زیرا دیگر برایش سودی ندارد؛ ولی متاترون او را به همراه نیمه دیگر لوح نجات می‌دهد. کوین و متاترون آزمون سوم را فاش می‌کنند: درمان یک شیطان. در همین زمان، کستیل با رفتن به رستوران‌های زنجیره‌ای بیگرسون و استفاده از ظاهر یکسانشان، از فرشتگان مخفی می‌شود. اما نهایتاً دستگیر می‌شود و نائومی فاش می‌کند که او دفعات زیادی حافظه کستیل را پاک کرده و کستیل در کارهای مخوف زیادی شرکت کرده که به یاد نمی‌آورد. در هر حال، یکی از فرشتگان آن‌ها را به کراولی لو می‌دهد و نائومی مجبور به فرار می‌شود. کراولی از بدن کستیل، لوح فرشتگان را خارج می‌کند. کستیل موفق به فرار می‌شود و در جاده مقابل سم و دین ظاهر می‌شود، درحالیکه بشدت آسیب دیده و نیاز به کمک دارد. |                   |                                  |                   |                             |                |          |                                   |
| ۱۷۱ | ۲۲                | «نمایش کلیپ»                     | توماس جی. رایت    | اندرو دب                    | ۸ مه ۲۰۱۳      | 3X7822   | ۲٫۰۷                              |
| وقتی سم و دین و کستیل در آرشیو مردان لغت دنبال سرنخی برای درمان شیطان هستند، فیلمی از یک جن‌گیری عجیب پیدا می‌کنند. سم و دین می‌فهمند که کشیش‌ها در حال امتحان یک تئوری بودند تا یک شیطان را از شیطان بودن درمان کنند اما اولین بار به‌طور وحشیانه کشته شد. با گوش دادن به نوار ضبط شده آخرین تلاش، سم و دین می‌فهمند که کشیش موفق شد و توانست شیطان را به انسان برگرداند. هم چنین مراحل را از نوشته‌هایش و نوار یادگرفتند. آن‌ها آبادون را دوباره سرهم کردند تا این کار را روی او امتحان کنند؛ ولی کراولی تماس می‌گیرد و فاش می‌کند که شروع به کشتن افرادی کرده که قبلاً سم و دین نجات داده‌اند. وقتی حواس شان پرت می‌شود آبادون فرار می‌کند. سم و دین تلاش می‌کنند از سارا بلیک (فصل یک) حفاظت کنند ولی علی‌رغم تمام تلاش هایشان، شکست می‌خورند. زیرا کراولی برای انجام کارش به جای فرستادن شیاطین از طلسم استفاده کرد. وقتی سارا می‌میرد، کراولی به وینچسترها زنگ می‌زند و به آن‌ها متلک می‌اندازد. می‌گوید اگر لوح شیاطین را پس ندهند و آزمون‌ها را متوقف نکنند، او همه افرادی که تا بحال نجات داده‌اند خواهد کشت. با این وجود، دین مصمم است که ادامه دهد اگرچه شیطانی برای درمان ندارند. در همین زمان، کستیل با متاترون است. متاترون می‌گوید بهشت دچار هرج و مرج شده و می‌خواهد در بهشت را قفل کند تا از انتشار جنگ روی زمین جلوگیری کند. او به کستیل پیشنهاد می‌کند سه آزمون لازم برای قفل کردن بهشت انجام دهد. فاش می‌کند اولین کار کشتن یک نفیلیم، فرزند یک انسان و یک فرشته، است. اگر چه به کشتن نفیلیم بی میل است، زیرا خطایی انجام نداده، کستیل او را می‌کشد. |                   |                                  |                   |                             |                |          |                                   |
| ۱۷۲ | ۲۳                | «فداکاری»                        | فیل ریکیا         | جرمی کارور                  | ۱۵ مه ۲۰۱۳     | 3X7823   | ۲٫۳۱                              |
| سم و دین با کراولی معامله‌ای می‌کنند، در ازای دادن لوح شیاطین، لوح فرشتگان را بگیرند و دیگر کسانیکه نجات داده‌اند را نکشد. برادرها تظاهر به انجام معامله می‌کنند ولی کراولی را با دستبند شیاطین دستگیر می‌کنند تا از او برای آزمایش سوم استفاده کنند. او را به یک کلیسای متروک می‌برند. آنجا سم به گناهانش اعتراف می‌کند تا خونش را پاک کند. سپس به عنوان مرحله‌ای درمان شیطان، از خون پاکش به کراولی تزریق می‌کند. در جایی دیگر کستیل و متاترون در حال کامل کردن دومین آزمون بهشت با گرفتن کمان یک خدای عشق (کوپید) هستند؛ ولی نائومی و افرادش متاترون را می‌دزدند و کستیل تنها می‌ماند. کستیل از دین برای انجام آزمون‌های فرشتگان کمک می‌خواهد. برخلاف میل دین، آن‌ها سم و کراولی را تنها می‌گذارند و نهایتاً کوپید را قانع به دادن کمانش می‌کنند. در طول مراحل درمان، کراولی دست سم را گاز می‌گیرد و دهانش را از خون او پر می‌کند. سپس از خون برای تماسی به جهنم برای کمک استفاده می‌کند. اما آبادون می‌رسد و سعی می‌کند سم و کراولی را بکشد تا خودش بر جهنم حکومت کند. سم او را در آتش مقدس می‌سوزاند و آبادون مجبور به ترک پوسته اش و ساختمان می‌شود. در بهشت، نائومی می‌فهمد متاترون دروغ می‌گفته و در واقع به عنوان انتقام برای تبعیدش می‌خواهد همه فرشته‌ها را از بهشت بیرون بیندازد. نائومی شتابان به دین و کستیل خبر می‌دهد و نیز می‌گوید تمام کردن آزمون‌های شیاطین سم را می‌کشد. به کستیل هم شانسی می‌دهد تا به بهشت برگردد. کستیل، دین را به کلیسا برمی‌گرداند ولی خودش به بهشت می‌رود. در آنجا نائومی را مرده می‌یابد و بعد توسط متاترون گرفته می‌شود. در کلیسا، سم اهمیت نمی‌دهد که اتمام آزمون‌ها او را می‌کشد و می‌گوید حس می‌کند بزرگترین گناهش چندین بار ناامید کردن برادرش بوده. دین، سم را از عشقش به او مطمئن می‌کند و هر دو آزمون را قبل از اتمام متوقف می‌کنند. در بهشت، متاترون موهبت کستیل را استخراج می‌کند؛ آخرین قسمت برای طلسم. کستیل که حالا کاملاً انسان شده، به زمین برگردانده می‌شود. دین، سم، کستیل و کراولی به آسمان شب خیره می‌شوند در حالیکه هزاران فرشته در حال سقوطند.                                                      |                   |                                  |                   |                             |                |          |                                   |

## تولید و تهیه
در ۴ آوریل ۲۰۱۲، اعلام شد که سارا گمبل برای کار در پروژه دیگری برنامه را ترک کرده و جرمی کارور که نویسنده قسمت‌های زیادی بوده، برای فصل هشت جایگزین گمبل می‌شود. در ۳ می ۲۰۱۲، سی دبلیو به‌طور رسمی فصل هشتم را تمدید کرد که چهارشنیه‌ها ساعت ۹ شب پخش خواهد شد. بازیگر سریال جنسن اکلس اولین قسمت را کارگردانی کرد ولی به عنوان قسمت سوم پخش شد.

### انتخاب بازیگر
تای اولسون بازیگر نقش بنی بود، یک خون‌آشام تاریک و خطرناک که به دین وینچستر کمک کرد از برزخ فرار کند. این اولین باری نیست که اولسون در سوپرنچرال ظاهر شد. او قبلاً هم به عنوان خون‌آشامی به نام الی در فصل دوم بازی کرد. لیان بالابان بازیگر امیلیا، معشوقه سم وینچستر بود. آماندا تپینگ در هفت قسمت به عنوان فرشته‌ای به نام نائومی بازی کرد، کسی که با سایر فرشته‌های سریال متفاوت بود.
اگر چه خایرا لدیو در فصل هفت نقش مادر کوین را داشت، برای فصل۸ لارت تام جایگزین او شد. دی جی کوالز در قسمت «آسودگی جنوبی» به عنوان گارث بازگشت.

### نویسندگی
فصل شامل دو نوع فلش بک موازی در حین داستان اصلی است. یکی رابطه سم با امیلیا و دیگری اوقات دین در برزخ را نشان می‌دهد. در اصل، خالق سریال اریک کریپک برنامه ۵ فصل را داشت ولی کارور برنامه‌ای ریخت که سریال نهایتاً تا ۱۰ فصل طول بکشد. با پایان داستان لوایاتان‌ها، برادران وینچستر دوباره با فرشته‌ها و شیاطین مواجه می‌شوند. در هر حال، کارور می‌گوید این برخورد با فرشتگان و شیاطین کاملاً جدید است.

## پذیرش
IGN به فصل هشت نمره ۸٫۵ از ۱۰ را بخاطر برگشت مسئله فرشته/شیطان و افزودن شخصیت‌های بنی و نائومی داد ولی از داستان فرعی سم (رابطه با امیلیا) انتقاد کرد و آن را تلاش مذبوحانه خواند. هم چنین از ترک کردن آزمون‌های لوح در آخرین دقیفه نیز انتقاد کرد.